# Koen Wauters

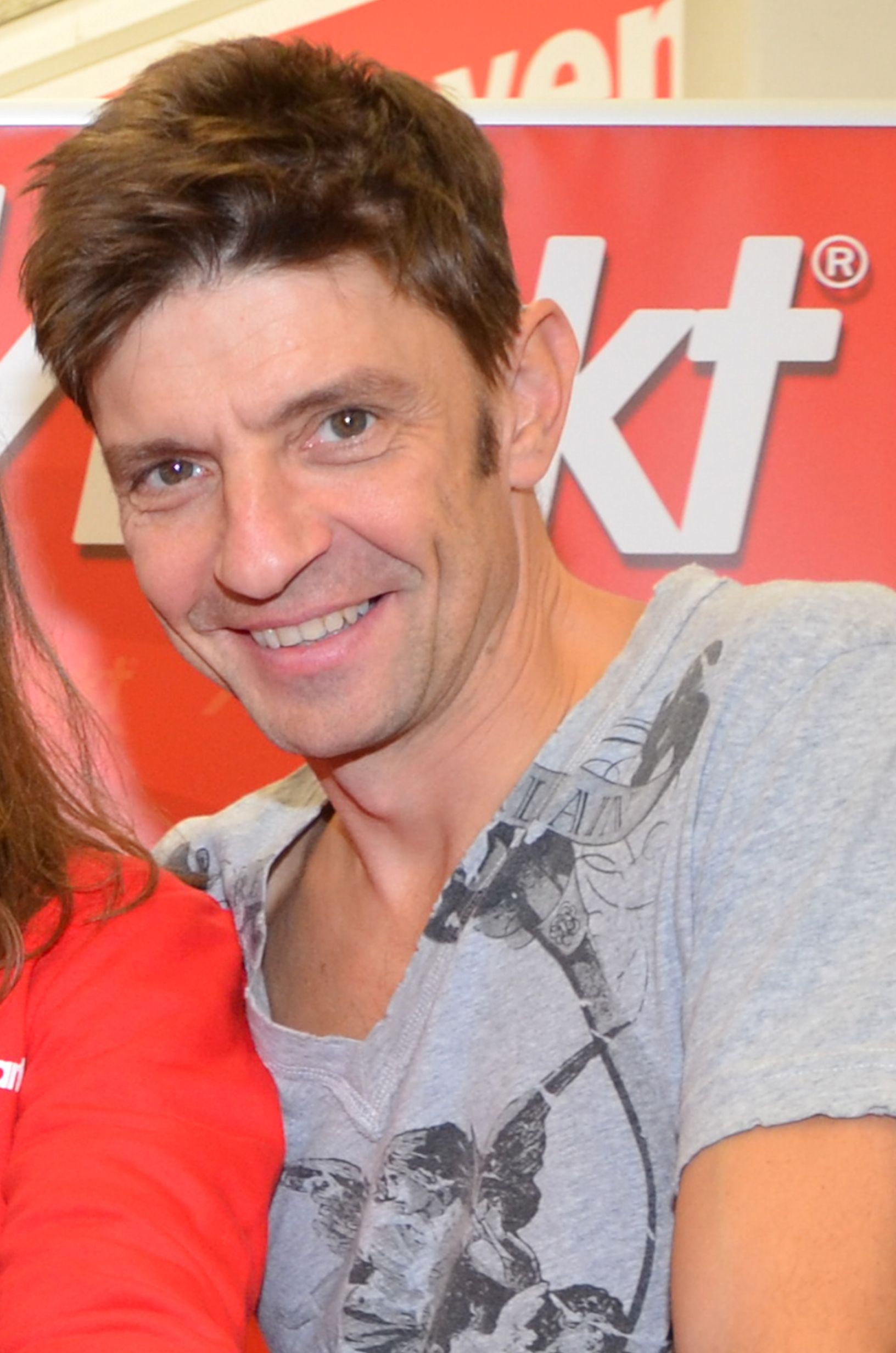
Koen Wauters (2013)

Koen Wauters (* 17. September 1967 in Halle (Belgien)) ist ein belgischer Fernsehmoderator, Schauspieler, Rallye-Raid-Rennfahrer und Frontmann von Clouseau.

## Karriere

### Musiker

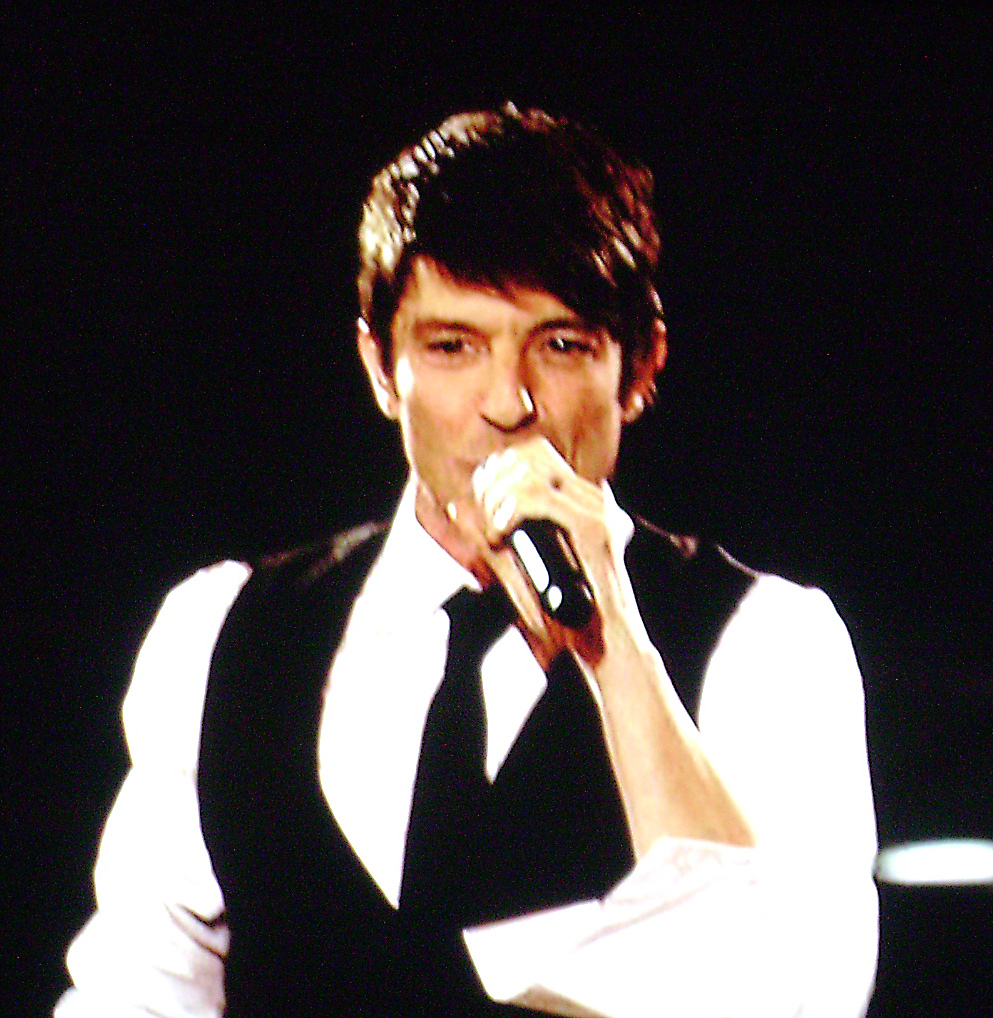
Koen Wauters bei einem Konzert mit Clouseau 2005 in Antwerpen

Im Jahr 1984 gründete Koen Wauters zusammen mit seinem Bruder Kris und dem Schlagzeuger Bob Savenberg die flämische Popgruppe Clouseau und ist seitdem ihr Frontmann.

### Moderator und Schauspieler
Seit 1989 ist Wauters Moderator bei Vlaamse Televisie Maatschappij. Er moderiert dort mehr als zehn Fernsehsendungen wie beispielsweise die belgische Version von Wetten, dass..?, The X Factor, Belgium’s Got Talent sowie sämtliche Staffeln der Castingshow Idool. Darüber hinaus wirkte er als Schauspieler in den niederländischen Filmen My Blue Heaven (1990) und Intensive Care (1991) mit.

### Rennsport
Wauters begann seine Motorsportkarriere Anfang der 1990er Jahre mit der Teilnahme am 24-Stunden-Rennen von Zolder 1992 und setzte sie später bei internationalen Rallye-Raids wie der Rallye Dakar und dem Africa Eco Race fort. Er gewann seinen ersten Titel bei der belgischen GT-Meisterschaft 2009 auf dem Circuit de Spa-Francorchamps. Er war zu dieser Zeit in zwei Saisons ebenfalls Beifahrer von Marc Duez bei der Rallye Boucles de Spa. An der Rallye Dakar nahm Wauters erstmals 1996 als Co-Pilot von Jacky Loomans und ab dem Folgejahr als Fahrer teil. Insgesamt fuhr er die Rallye Dakar zwölf Mal in der Klasse der Autos, wobei er dabei zehn Mal das Ziel erreichte und zwei Mal ausfiel. Nach der letzten Teilnahme an der Rallye Dakar 2012 beendete Wauters zunächst seine Motorsportkarriere. Er setzte sie 2018 mit einer einmaligen Teilnahme an den NASCAR Whelen Euro Series auf dem Circuit Zolder und zehn Jahre später fort, indem er an der Rallye Dakar 2022 in der Dakar Classic teilnahm. Nach Differenzen mit dem Veranstalter wechselte er zum Africa Eco Race und gewann beim Africa Eco Race 2023 die fünfte Etappe in der Klasse der Autos und damit erstmals eine Etappe bei einer Rallye-Raid-Veranstaltung. Zukünftig plant Wauters, neben dem Africa Eco Race, die Teilnahme an der Rallye du Maroc und an der Baja.

## Privatleben
Wauters war zweimal verheiratet und hat zwei Kinder aus letzter Ehe. Er unterstützt seit 1992 die belgische Organisation von Plan International und war von 2003 bis 2020 ihr Botschafter. Im Jahr 2015 unterstützte er die Kampagne „Stoppt Kinderehen“ mit einem Werbespot, in dem seine damals elfjährige Tochter Zita mitspielt und in dem dargestellt wird, wie sie mit einem ihr unbekanntem älteren Mann verheiratet wird.